# Gare de Clerval
La gare de Clerval est une gare ferroviaire française de la ligne de Dole-Ville à Belfort, située sur le territoire de la commune de Clerval dans le département du Doubs.
C'est une halte voyageurs de la Société nationale des chemins de fer français (SNCF), desservie par des trains TER Bourgogne-Franche-Comté.

## Situation ferroviaire
Établie à 286 mètres d'altitude, la gare de Clerval est située au point kilométrique (PK) 453,511 de la ligne de Dole-Ville à Belfort, entre les gares de Baume-les-Dames et de L'Isle-sur-le-Doubs.

## Histoire
Le bâtiment de la gare a été repeint et de nouveaux panneaux d'indication ont été implantés.

## Fréquentation
La fréquentation de la gare est détaillée dans le tableau ci-dessous :
| Année     | 2015   | 2016   | 2017   | 2018   | 2019   | 2020   | 2021   | 2022   | 2023   | 2024   |
| --------- | ------ | ------ | ------ | ------ | ------ | ------ | ------ | ------ | ------ | ------ |
| Voyageurs | 47 372 | 46 612 | 56 309 | 44 943 | 52 180 | 39 726 | 44 025 | 60 473 | 63 660 | 67 943 |

## Service des voyageurs

### Accueil
C'est une halte SNCF, point d'arrêt non géré (PANG) à accès libre. Elle est équipée d'un automate pour l'achat de titres de transport TER.

### Desserte
La gare est desservie par des trains régionaux du réseau TER Bourgogne-Franche-Comté, effectuant les relations suivantes :
- Belfort – Besançon-Viotte ;
- Belfort – Lons-le-Saunier ;
- Belfort – Lyon-Perrache / Lyon-Part-Dieu.

### Intermodalité
Un parc pour les vélos et un parking pour les véhicules y sont aménagés.

## Galerie de photographies

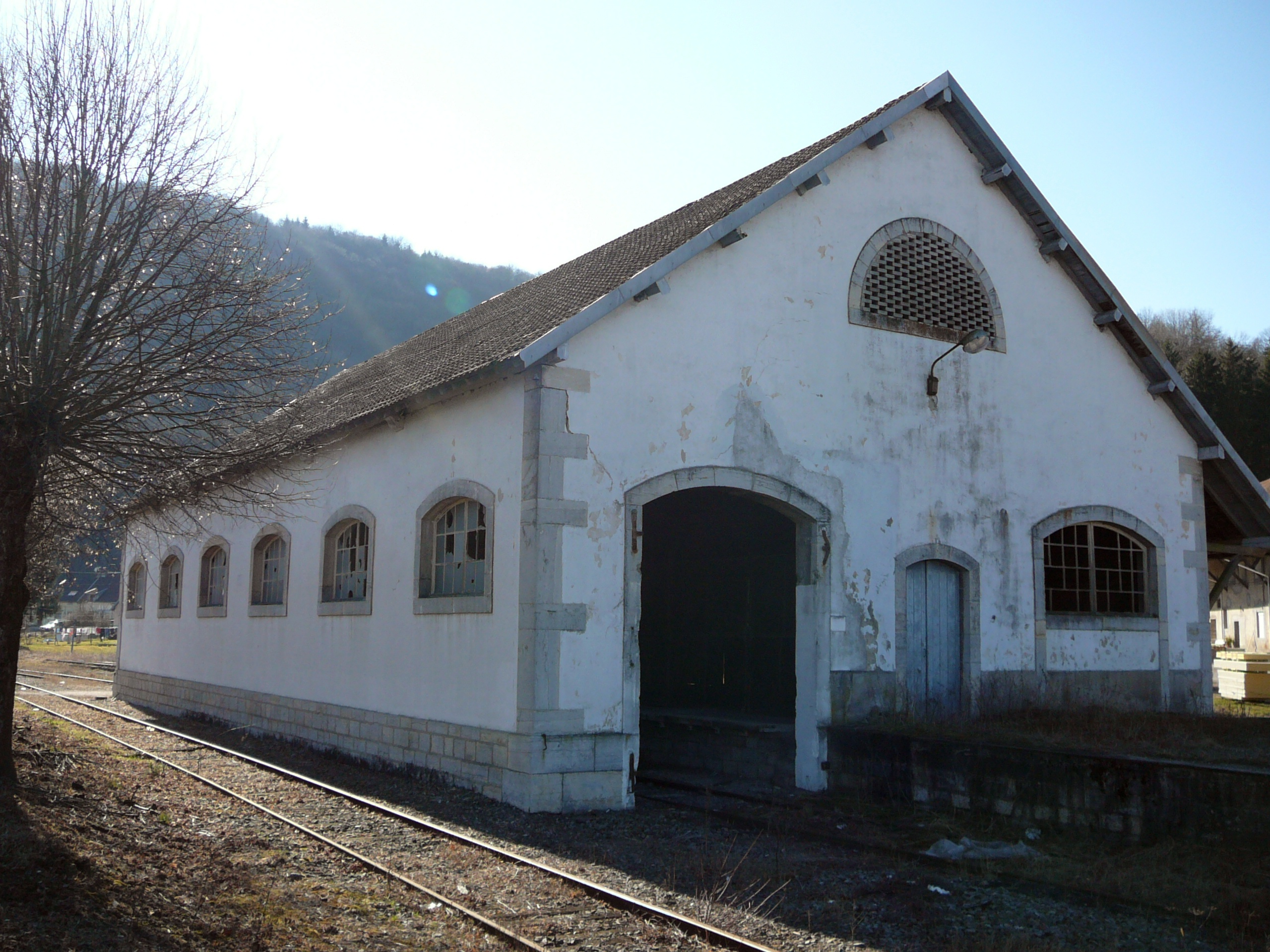
Halle marchandises de la gare de Clerval.
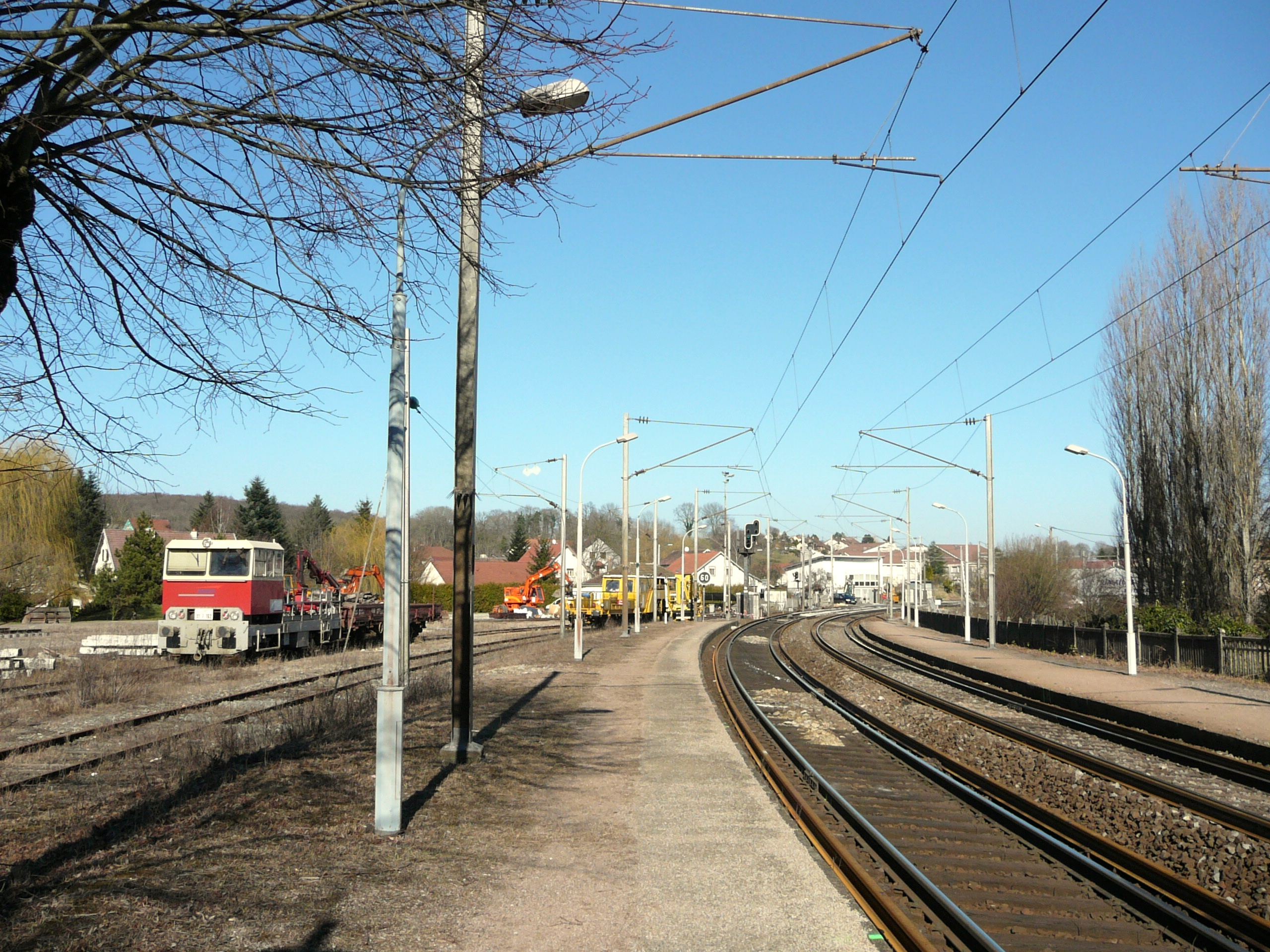
Vue en direction de Montbéliard.
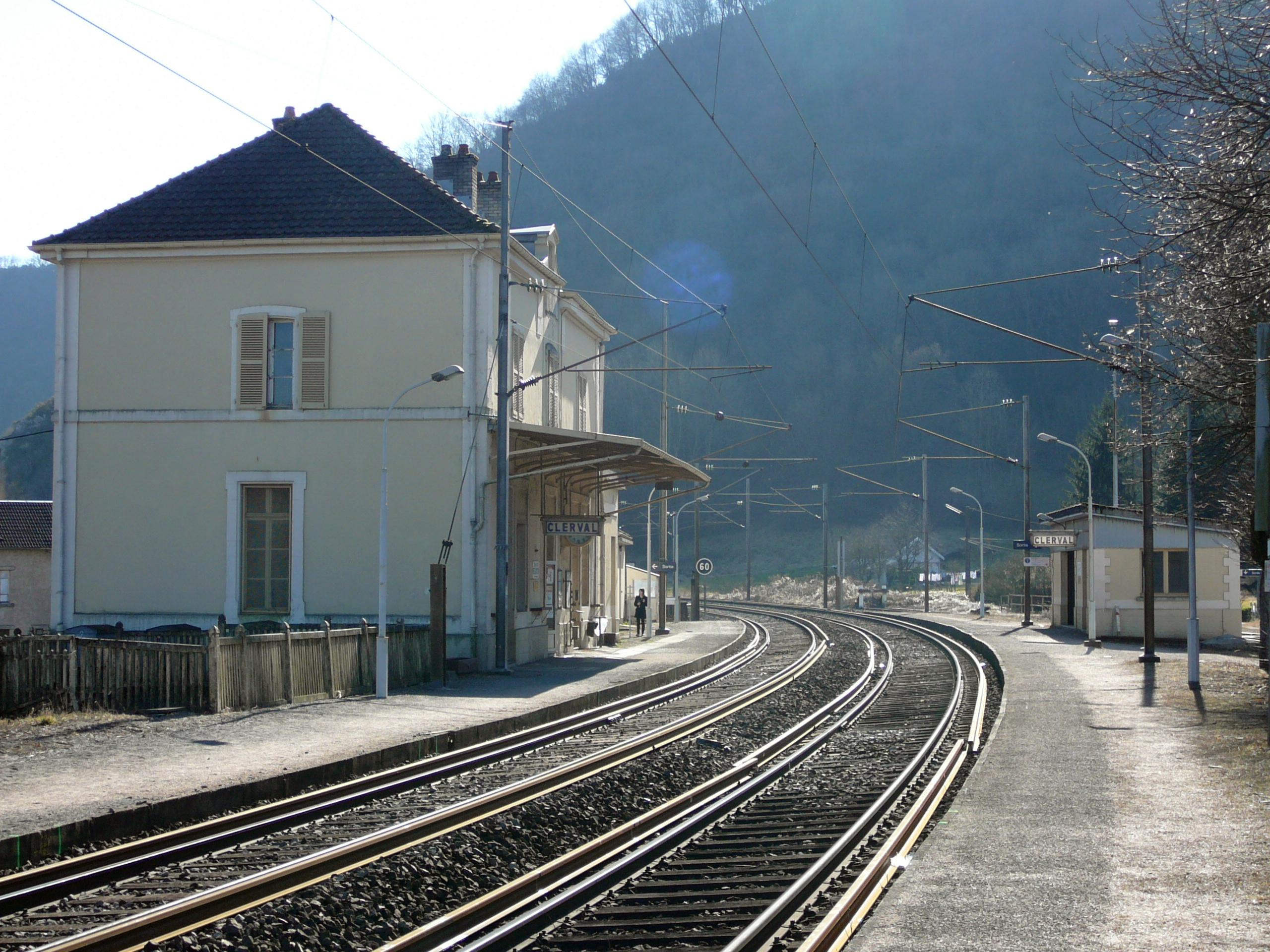
Vue en direction de Besançon.
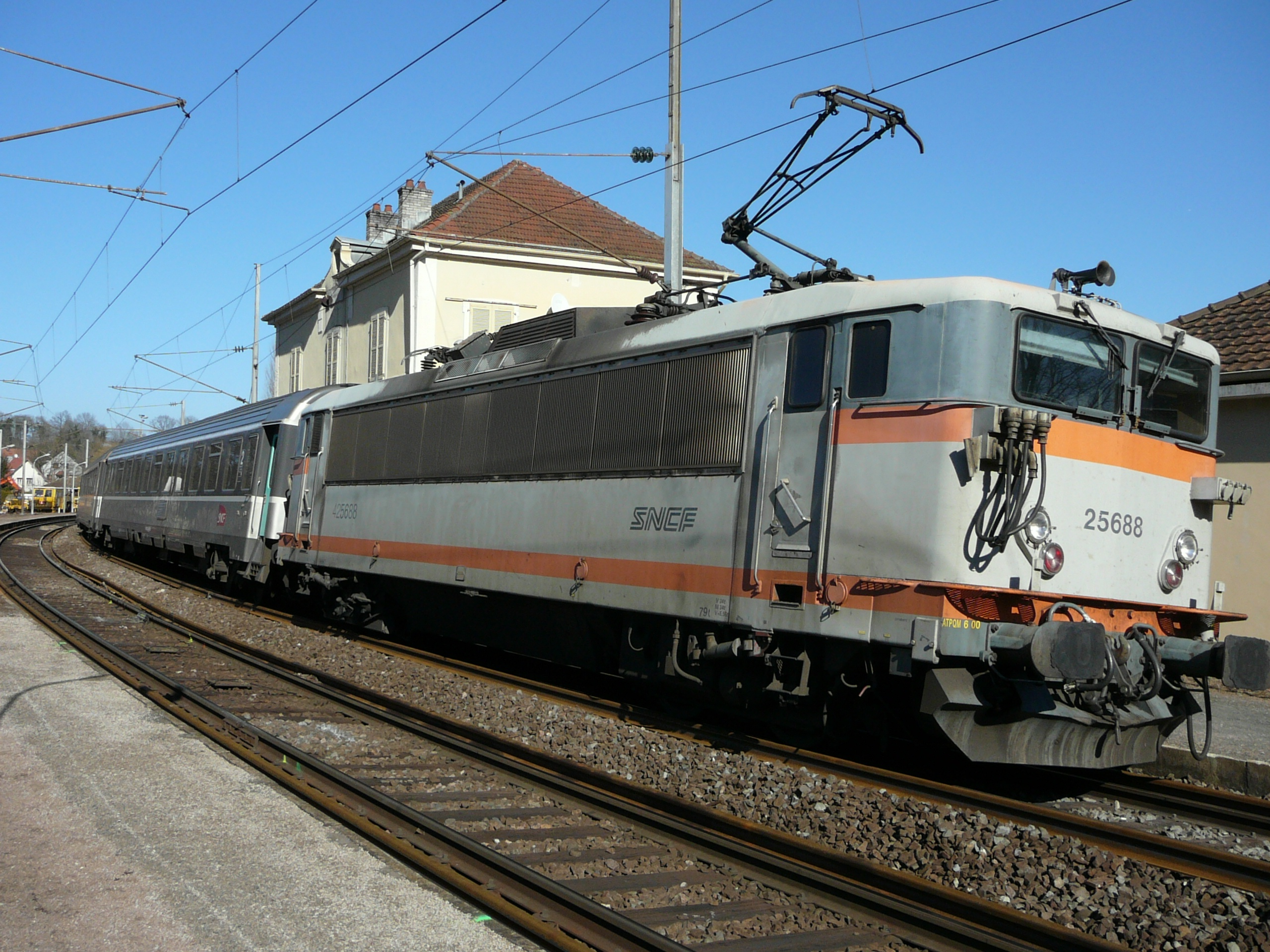
TER en gare de Clerval.